# Khadim Sy
Khadim Sy (nacido en Boca de Wilson, Virginia, el 10 de abril de 1997) es un baloncestista estadounidense con nacionalidad senegalesa que pertenece a la plantilla del Baloncesto Fuenlabrada de la Liga LEB Oro. Con 2,09 metros de estatura, juega en la posición de pívot.

## Trayectoria deportiva
Sy comenzó a jugar baloncesto en la  Oak Hill Academy de Boca de Wilson, Virginia, antes de ingresar en 2016 en el Instituto Politécnico y Universidad Estatal de Virginia, para jugar durante la temporada 2016-17 la NCAA con los Virginia Tech Hokies. Tras una temporada en blanco, en la temporada 2018-19 formaría parte de Daytona State College en Daytona Beach, Florida.
En 2019, ingresa en la Universidad de Misisipi, donde jugaría la NCAA durante dos temporadas con los Ole Miss Rebels desde 2019 a 2021. En su última temporada universitaria formaría parte de los Wake Forest Demon Deacons de la Universidad de Wake Forest en Winston-Salem, donde jugaría la NCAA en la que promedia 6 puntos, 4,6 rebotes y 0,6 tapones en 18 minutos de juego durante la temporada 2021-22.
El 14 de septiembre de 2022, firmó su primer contrato profesional con el Juaristi ISB de la Liga LEB Oro.
El 17 de agosto de 2023, firma por el Baloncesto Fuenlabrada de la Liga LEB Oro.